# Кореневий чохлик
Корене́вий чо́хлик — багатоклітинний утвір, що прикриває конус наростання кореня. Утворюється з клітин каліптрогену (особлива твірна тканина конуса наростання) або з апікальної меристеми кореня. Складається з комплексу живих паренхімних клітин з тонкими оболонками, що легко ослизнюються, та з великої кількості чутливих до гравітації клітин — статоцитів. Кореневий чохлик захищає ростучу зону кореня рослин від механічних пошкоджень, а також сприяє просуванню кореня в ґрунті завдяки ослизненню оболонок зовнішніх клітин. Кореневий чохлик відсутній у деяких паразитичних рослин, а в багатьох водяних рослин (наприклад, у ряски, жабурника) його замінює коренева кишенька, яка, мабуть, захищає корінь від вимивання солей та від пошкоджень дрібними тваринами.